# جاك فراي
جاك فراي (بالإنجليزية: Jack Frye)‏ هو شخصية أعمال أمريكي، ولد في 18 مارس 1904 في Sweetwater, Oklahoma ‏ في الولايات المتحدة، وتوفي في 3 فبراير 1959 في توسان في الولايات المتحدة.